# Бій при Хонканіемі
Бій при Хонканіемі (26 лютого 1940) — єдиний танковий бій під час радянсько-фінської війни 1939-40 років.
Бій став наслідком помилки фінського командування, яке, не провівши розвідки, спробувало відбити силами 23-ї піхотної дивізії за підтримки 4-ї танкової роти зайнятий радянськими військами полустанок Хонканіемі. В результаті, почавши атаку, фінські танки вийшли прямо на радянські машини Т-26 командирів рот 112-го танкового батальйону 35-ї легкотанкової бригади. У ході бою фіни зазнали втрат і відступили.